# Stiefografie
La Stiefografie, chiamata anche Stiefo o Rationelle Stenografie (stenografia razionale), è un sistema stenografico tedesco.

## Storia
Fu inventata da Helmut Stief (1906 - 1977) di Francoforte sul Meno, uno stenografo tedesco della stampa e del parlamento. Stief pubblicò la prima edizione della Stiefografie nel 1966. Questo sistema è grafico-corsivo e completamente fonetico. La Stiefografie è molto facile e molto veloce da imparare. Nella Grundschrift (scrittura commerciale) ci sono solo 25 caratteri stenografici da apprendere e solo poche regole.

## Descrizione

### Rappresentazione
Nel sistema stenografico Stiefografie non si fa distinzione fra lettere maiuscole e minuscole. Il raddoppiamento delle consonanti si solo indica, quando è necessario, a mezzo di un tratto sopraposto al segno.
Le vocali al principio e in mezzo delle parole non si scrivono con i loro segni alfabetici, come nella scrittura comune, ma vengono simbolizzate. Le vocali finali si scrivono con i loro segni alfabetici.
Esempi: Per indicare la e o ä media, basta unire strettamente due consonanti, mentre un lungo filetto di congiunzione rappresenta la vocale u e il dittongo au (differenziazione a mezzo di un punto sottoposto, solamente quando è necessario). La e (anche ä) iniziale è un breve filetto, la u iniziale un lungo filetto che comincia alla base e finisce al principio del segno seguente. La vocale a iniziale e media viene indicata innalzando la consonante seguente di mezzo grado. La i e ü iniziale e media si indicano abbassando la consonante seguente di mezzo grado.
La Stiefografie non usa il rafforzamento di una consonante seguente per simbolizzare una vocale.

### Divisione del sistema
Il sistema stenografico Stiefografie ha tre livelli: Grundschrift (scrittura commerciale), Aufbauschrift I (scrittura professionale) e Aufbauschrift II (scrittura oratoria).
Ci sono solo 24 segni per consonanti e consonanti composte (p. es. ch, ng, st) e un segno speciale da imparare nella Grundschrift. Non ci sono sigle (segni stenografici abbreviati). Si possono scrivere da 100 fino 120 sillabe al minuto.
La Aufbauschrift I ha 54 sigle per le parole, prefissi e suffissi che vengono ripetute più frequentemente, inoltre c'è la possibilità di omettere delle sillabe. Si possono scrivere fino 160 sillabe al minuto.
Con la Aufbauschrift II si possono scrivere fino a circa 400 sillabe al minuto. Questa scrittura oratoria ha più di 120 sigle facoltative e altre omissioni delle vocali e consonanti specifiche.